# دولة تابعة

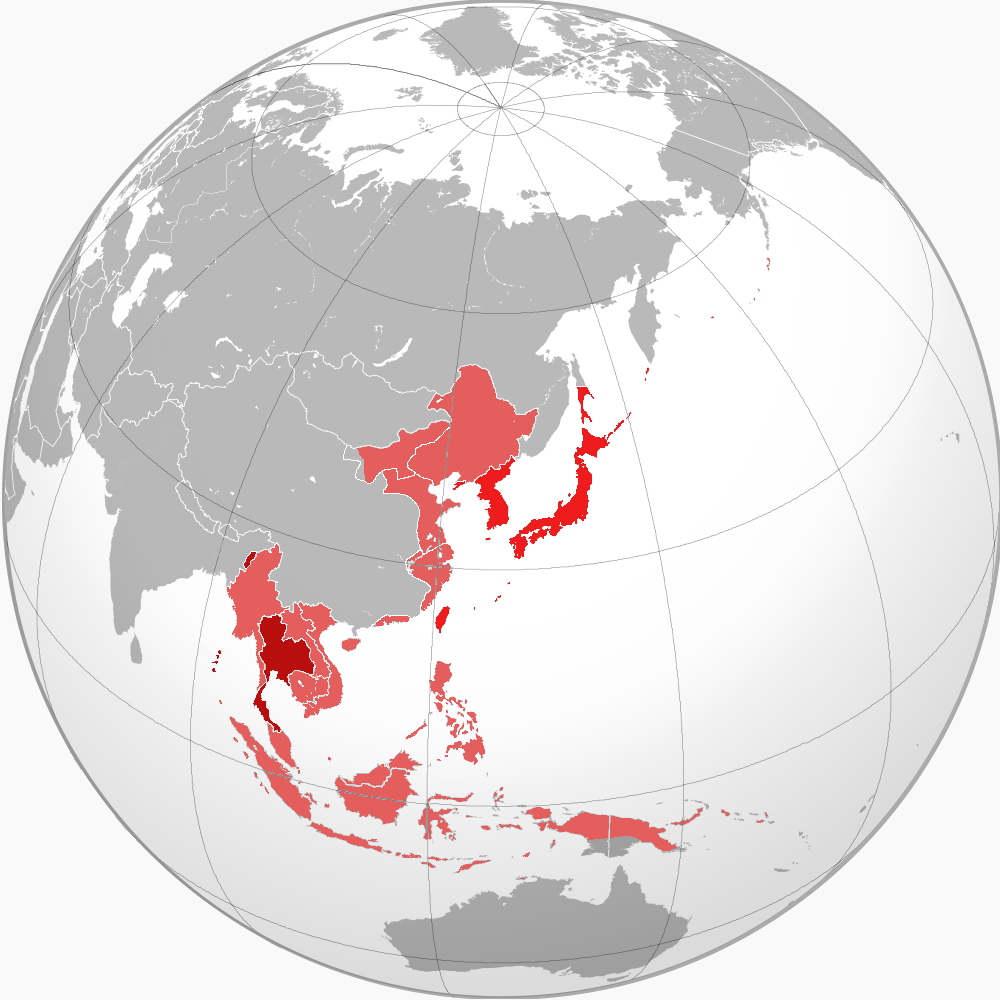

الدولة التابعة (بالإنجليزية: Satellite state)‏ هو مصطلح سياسي يشير إلى الدولة التي تعتبر مستقلة رسميًا، ولكنها تقع تحت تأثير سياسي واقتصادي وعسكري كبير أو تحت سيطرة دولة أخرى، وقد تمت صياغة هذا المصطلح قياسًا على الأجرام التي تدور حول أجرام أكبر، مثل الأقمار الصغيرة التي تدور حول الكواكب الكبيرة. على سبيل المثال، يستخدم المصطلح غالبًا للإشارة إلى بلدان وسط وشرق أوروبا التي كانت منضمة لحلف وارسو خلال الحرب الباردة أو إلى منغوليا بين أعوام 1924 و1990. والمعنى المقصود بالنسبة لبلدان وسط وشرق أوروبا هو أن تلك البلدان هي «أقمار صناعية» تدور في فلك الاتحاد السوفيتي. وفي بعض السياقات يشير المصطلح أيضًا إلى بلدان أخرى في مجال النفوذ السوفيتي خلال الحرب الباردة، كما هو الحال بالنسبة لكوريا الشمالية (خصوصًا في سنوات الحرب الكورية) ووكوبا (خصوصًا بعد انضمامها إلى الكوميكون). في الاستخدام الغربي للمصطلح، نادرًا ما كان المصطلح ينطبق على دول أخرى غير تلك الموجودة في المدار السوفيتي. أما في الاستخدام السوفيتي، فينطبق هذا المصطلح على الدول التي تدور في فلك ألمانيا النازية وإيطاليا الفاشية.
في أوقات الحروب والاضطرابات السياسية، قد تخدم الدولة التابعة كمنطقة عازلة بين دولة عدوة والدولة التي تسيطر على التابعة. «دولة تابعة» هي واحدة من عدة مصطلحات مثيرة للجدل تستخدم لوصف تبعية (المزعومة) دولة لأخرى. وتشمل المصطلحات الأخرى دولة دمية واستعمار حديث. بشكل عام، يشير مصطلح «دولة تابعة» إلى الولاء الأيديولوجي والعسكري العميق للقوة المهيمنة، في حين أن «دولة دمية» تعني الاعتماد السياسي والعسكري، و «الاستعمار الحديث» تعني الاعتماد الاقتصادي. واعتمادًا على جانب الاعتماد الذي يتم التركيز عليه، قد تقع الدولة في أكثر من فئة واحدة.